# Claude Frank
Claude Frank (Nuremberg, 24 décembre 1925 – New York, 27 décembre 2014) est un pianiste américain d'origine allemande.

## Biographie
Frank est né Claus Johannes Frank à Nuremberg de parents juifs. C'est sa mère qui ajoute « Johannes » en admiratrice de Brahms. La famille émigre d'abord pour Bruxelles, après l’avènement du Troisième Reich et finalement s'installe à Paris lorsque Frank est âgé de douze ans. Il commence ses études au Conservatoire de Paris, mais en 1940 lui et sa mère fuient aux États-Unis, par le chemin des Pyrénées et Lisbonne.
Frank étudie avec Artur Schnabel à New York, pour qui il a joué la première fois en Europe. Il est aussi l'élève de Maria Curcio. À l'Université Columbia, il étudie la composition et la direction d'orchestre, et a pour professeur Paul Dessau et Normand Lockwood. À Tanglewood, il étudie avec Serge Koussevitzky. Il prend la nationalité Américaine en 1944, et effectue son service militaire qui interrompt ses études de piano. 
Il fait ses débuts à New York au Times Hall en 1947, et joue avec l'Orchestre de la NBC l'année suivante. Dans les années 1950, il est actif quelque temps comme chef de chorale, mais sa carrière se déploie lorsqu'il participe aux grands festivals d'Europe et joue en Afrique, en Asie et en Amérique du Sud et du Nord. En 1971, il joue avec le Quatuor Juilliard.
Frank est ensuite membre du Boston Symphony Chamber Players (1964). Très demandé comme professeur, il enseigne au Bennington College (1948–1955) et au Mannes College ; au Curtis Institute of Music, et donne des classes de maître à l'Université Yale, à l'Université Duke, à l'Université du Kansas et à la North Carolina School of the Arts, parmi nombre d'autres. Il est professeur de piano à la Yale School of Music en 1973. Parmi ses élèves, on note Richard Goode, Ian Hobson, Natalie Zhu. Il collabore aussi à Piano Quarterly et Keynote.
Frank laisse ses mémoires, coécrites avec Hawley Roddick, The Music That Saved My Life: From Hitler's Germany to the World's Concert Stages. Dans le cadre des manifestations culturelles entourant les jeux olympiques de Pékin en 2008, Frank réalisé aux côtés de neuf autres pianistes célèbres pour le centenaire des jeux : « The Olympic Centenary Piano Extravaganza of China ».
Frank donne souvent des concerts en commun avec sa femme, la pianiste Lilian Kallir (1931–2004),, qu'il avait rencontrée en 1947 à Tanglewood et épousé en 1959, à Marlboro (Vermont). Le couple a eu une fille, la violoniste Pamela Frank (née en 1967), avec qui Frank joue également en récital. Ils ont enregistré ensemble l'intégrale des sonates pour violon et piano de Beethoven. Parmi d'autres enregistrements de Frank on trouve l'intégrale des sonates pour piano de Beethoven, enregistrées lors de l'année du bicentenaire de Beethoven (1970), en parallèle à une série de concerts de l'intégrale des sonates de Beethoven à New York. Il paraisait exceptionnellement dans une Sonate pour piano no 2 de Roger Sessions ou des œuvres de Alberto Ginastera.

## Discographie
Le répertoire de Frank est essentiellement dévolu aux classiques et aux romantiques. Il dit lui-même que Bach, Mozart, Beethoven, Schubert sont « les quatre compositeurs que j'aime le plus […] Pour moi, ces quatre ne peuvent faire d'erreur. Chacune de leur note est sacrée. Je présente leur musique comme ils l'ont reçue de Dieu. »
- Beethoven, Intégrale des sonates pour piano (1970, RCA Victor / 10CD Music & Arts)
- Saint-Saëns, Le Carnaval des animaux - Lilian Kallir, piano (6 mai 1968, Sony SBK 62 638)
- Mozart, Schubert (Sonate D.960), Schumann (Fantaisie), Beethoven (3 dernière sonates) ("85th Birthday Celebration" 2CD Dorian DSL-92122)